# حصن الحرة (رخية)
'

تعديل مصدري - تعديل

حصن الحرة هي إحدى قرى عزلة رخية بمديرية رخية التابعة لمحافظة حضرموت، بلغ تعداد سكانها 22 نسمة حسب تعداد اليمن لعام 2004.